# 2700 Baikonur
2700 Baikonur eller 1976 YP7 är en asteroid i huvudbältet som upptäcktes den 20 december 1976 av den rysk-sovjetiske astronomen Nikolaj Tjernych vid Krims astrofysiska observatorium på Krim. Den har fått sitt namn efter Kosmodromen i Bajkonur.
Asteroiden har en diameter på ungefär 11 kilometer och den tillhör asteroidgruppen Koronis.